# Цзя Чжанкэ
Цзя Чжанкэ́ (кит. упр. 贾樟柯, пиньинь Jiǎ Zhāngkē; род. 24 мая 1970, Фэньян, Шаньси, КНР) — китайский кинорежиссёр, сценарист, актёр, продюсер. Является ключевой фигурой «шестого поколения» китайского кино, которое показывает современный Китай смело и без прикрас, часто при этом не имея никакого государственного финансирования. Фильмы Цзя высоко оцениваются критиками и принимаются во всем мире. Многие критики и режиссёры называют его наиболее значимой фигурой в современном кино.
Ранние фильмы Цзя (слабосвязанная трилогия о его родной провинции Шаньси) сняты им без государственной поддержки. По этой причине их считают андеграундом. Начиная с фильма «Мир» (снят в 2004 году) его статус повысился и он начал снимать при поддержке государства.

## Биография
Цзя Чжанкэ родился в Фэньяне. Дед будущего режиссёра работал хирургом в Европе, из-за чего родителей Цзя выслали в деревню, в которой и родился будущий режиссёр. Впоследствии крестьянское детство нашло сильное отражение в его эстетике.
В детстве Цзя не проявлял интереса к учёбе, и по окончании школы не смог сразу поступить в институт. По настоянию отца, чтобы избежать службы в армии, Цзя Чжанкэ стал студентом факультета живописи Шаньсийского университета. Занятия живописью он бросил после двух лет обучения, решив искать иной способ выразить себя в искусстве. Именно тогда его заинтересовало кино. Случайно заглянув в кинотеатр на фильм Чэнь Кайгэ «Жёлтая земля», Цзя Чжанкэ был глубоко тронут увиденной картиной. После сеанса Цзя поставил себе цель стать режиссёром, поскольку счёл кино идеальным средством самовыражения. Цзя трижды пытался поступить в Пекинский кинематографический институт, пока наконец не был принят вольнослушателем на факультет литературы (а не режиссуры, как ему хотелось).

## Начало карьеры
Во время учёбы в Пекинском кинематографическом институте Цзя снял три короткометражных фильма. Сняты они были исключительно в образовательных целях. Первый из них («Один день в Пекине») был снят в 1994 году на собственные средства. Десятиминутный документальный фильм рассказывал о туристах на площади Тяньаньмэнь. Впоследствии сам режиссёр назовет этот фильм несущественным и наивным. Также он скажет о тех полутора съемочных днях как о «возбуждении, которое трудно передать словами».
Второй фильм «Сяошань едет домой» (1995 год) заставил мир кино обратить внимание на молодого режиссёра. Он обозначил стиль и тематику фильмов Цзя. По словам самого режиссёра, фильм стал началом его режиссёрской карьеры. В 1997 году «Сяошань едет домой» завоевал высшую награду на Гонконгском фестивале независимых короткометражек. Благодаря фильму Цзя познакомился с оператором Ю Ликваем и продюсером Ли Кит Мином. Эта встреча стала судьбоносной для режиссёра.
В 1996 году Цзя снимает ещё один короткометражный фильм, повествующий о студентке, которая сталкивается с решениями, меняющими её жизнь. Этот фильм стал для режиссёра экспериментом и снимался без сценария.

## Андеграунд

### Сяо У (Карманник)
После окончания учёбы Цзя Чжанкэ вместе с Ю Ликваем и Ли Кит Мином снимает фильм «Сяо У» («Карманник») о воре-карманнике из города Фэньян. Цзя Чжанкэ решил показать всему миру те изменения, которые произошли на его родине за последние годы. Он задумал разбить стереотип о Китае как о «старинной диковине», и показать современные тенденции китайского общества. Бюджет фильма составлял 400 тысяч юаней (50 000 долларов США).
У «Сяо У» был невероятный успех не только на родине, но и за границей. «Сяо У» завоевал много призов в ходе международных кинофестивалей. Тогда же он был признан одним из лучших представителей молодых китайских режиссёров нового, так называемого «шестого поколения».
По критике французского кинематографического «дайджеста», фильм Цзя Чжанкэ «Сяо У», отбросив стереотипы представления о китайском кино, стал символом его возрождения и жизненной силы.
Успех этого фильма позволил Цзя привлечь международное финансирование для своих новых проектов. Он, в частности, стал сотрудничать с кинокомпанией известного японского режиссёра Такэси Китано.

### Платформа
Сотрудничество с компанией Такэси Китано принесло свои плоды. Увеличение материальной базы позволило Цзя Чжанкэ снять трёхчасовой фильм «Платформа» (2000 год).
«Платформа» была признана шедевром «шестого поколения». В главных ролях снялись одногруппник Цзя Ван Хунвэй и Чжао Тао, которая впоследствии стала музой и женой режиссёра.

### Свободные от рамок (Неведомые удовольствия)
Сюжет фильма — размышления режиссёра над политикой рождаемости правительства Китая. Именно благодаря этому фильму режиссёр получил очень серьёзную репутацию современного китайского кинематографического общества. Идея фильма вдохновила Цзя на создание документальной ленты «Общественные места».
После этой картины фильмы «Сяо У», «Платформа» и «Свободные от рамок» стали восприниматься критиками как трилогия режиссёра, которая повествует о переходе Китая от старины в современность. Трилогия на сегодняшний день практически неизвестна в Китае. Малая известность связана с тем, что ни один из фильмов не был официально представлен в КНР. Широкую огласку получил фильм «Свободные от рамок», после того как сам режиссёр фильма прокомментировал попытку Ван Хунвэя (исполнителя главной роли фильма «Сяо У») приобрести пиратский диск.

## Популярность
Получив официальное согласие от правительства Цзя Цжанкэ в 2004 году снимает фильм «Мир». Переход его творчества от подполья в законные рамки не был в тайне, как для других «опальных» гениев кино. Его «острый взгляд» на проблемы не притупился с переходом на «тропу закона». Показ фильма в кинозале Пекина «Парк мира» стал первым серьёзным показом, который состоялся за пределами родной провинции Шаньси.
После этого режиссёр начинает снимать экспериментальное кино. Его фильм «Натюрморт» был снят в 2006 году. Он приносит режиссёру известность не только на родине, но и далеко за её пределами. На 63-м Венецианском фестивале фильм вполне заслуженно получает главный приз.
Этот период в творчестве режиссёра стал очень плодотворным. После успеха «Натюрморта» Цзя начинает работу над гангстерским фильмом "The Age of Tattoo («Ciqing shidai»). Его выход на экраны задерживается в связи с работой над другим фильмом.
Документальный фильм «Бесполезные» (2007 год) затрагивает проблемы незаконного использования рабочей силы в легкой промышленности Китая. Этот фильм был отмечен на кинофестивале в Венеции в 2008 году.
Фильмы " Город 24 " и короткометражка «Любовь на реке» собрали созвездия таких актёров как: Джоан Чэнь, Люй Липин, Чжао Тао, Чэнь Цзяньбинь, Ван Хунвэй, Го Сяодун, Хао Лэй.
В 2009 году Цзя Чжанкэ работает над документальным фильмом о Шанхае. Позже он работает в качестве продюсера над бюджетной исторической лентой о Империи Цин известного режиссёра Джонни То. Фильм Цзя Цжанкэ «Легенды города над морем» рассказывает историю Шанхая начиная с 1930 по 2010 год. Этот фильм принимал участие в конкурсе «Особый взгляд» в рамках кинофестиваля в Каннах.

## Тематика фильмов
Фильмы Цзя Цжанкэ раскрывают темы отчужденной китайской молодежи, современной китайской истории. Очень часто они наполнены критикой самой идеи глобализации Китая, и всегда многогранны. Работы режиссёра показывают его видение «аутентичности» китайской жизни, последовательное возвращение к истокам и отход от растлевающих ориентиров, то есть наиболее приближены к идеализации китайского общества.
Критик Ховард Файнштейн описал режиссёра как «редкую породу режиссёров, способных соединять сладкий вымысел с горькой правдой».

## Признание

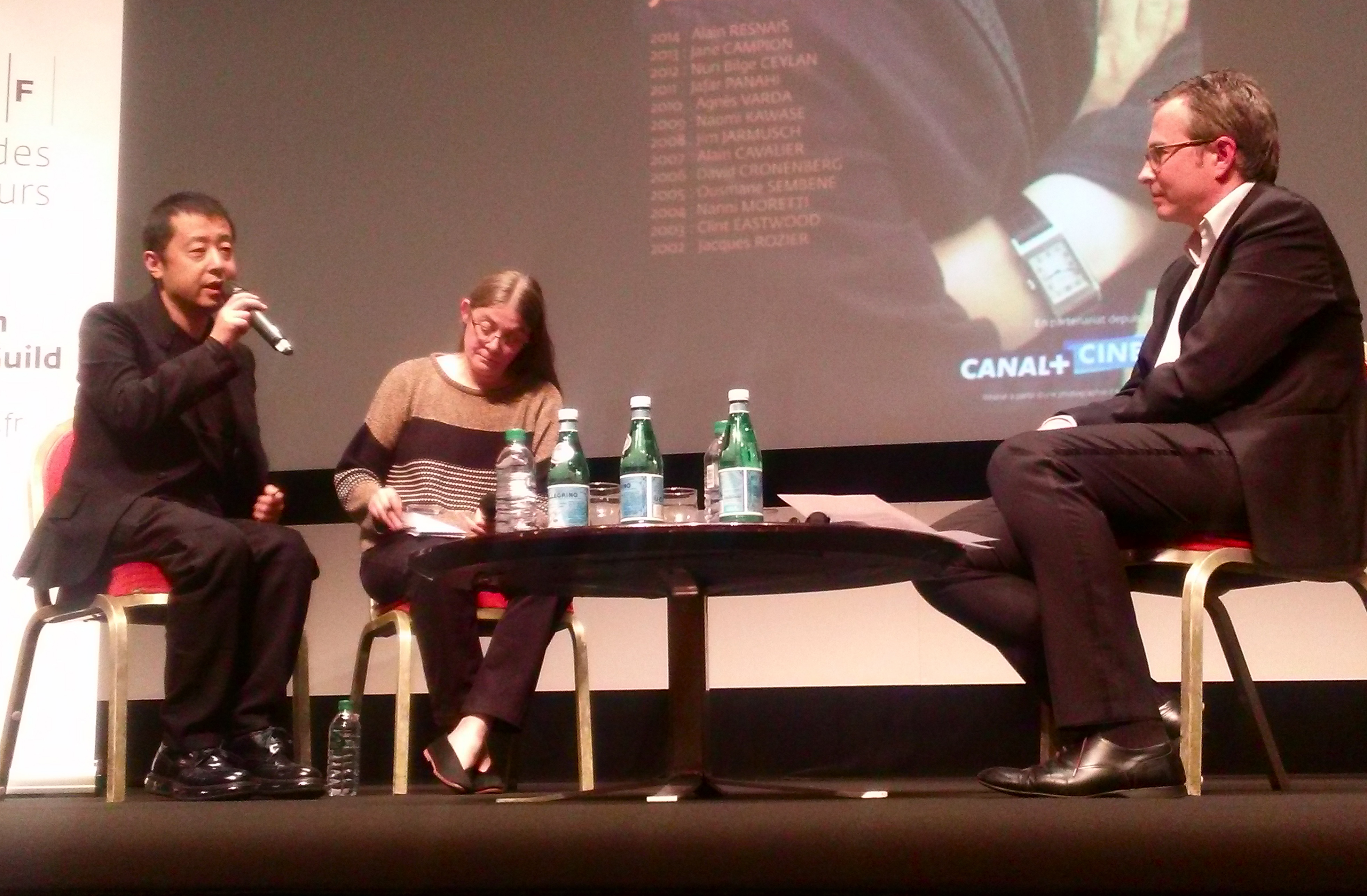
Мастер-класс Цзя Чжанке 14 мая 2015 года по случаю вручения ему премии «Золотая карета» во время проведения Каннского кинофестиваля

В 1997 году получил первый приз на Гонконгском фестивале независимых короткометражек за фильм «Сяошань едет домой». Получил приз на фестивале в Каннах 2008 года за фильм «Город 24». Там же в 2015 году получил специальную премию «Золотая карета» вручаемую в ходе параллельной программы «Двухнедельник режиссёров».
В 2006 году на 63-м Венецианском фестивале получил главный приз «Золотой лев» за ленту «Натюрморт». Пять лет спустя был приглашён возглавить жюри программы «Горизонты» Венецианского фестиваля.
Приз «Параджановский талер» (2014, Ереванский кинофестиваль)

## Личная жизнь
С 7 января 2012 году женат на китайской актрисе Чжао Тао (род. 1977).

## Фильмография

### Актёр
1. 2002 — Неизведанные радости
2. 2006 — Кармический мацзян

### Режиссёр
1. 1995 — Сяошань возвращается домой
2. 1998 — Карманник (Сяо У)
3. 2000 — Платформа
4. 2001 — Общественные места (короткометражка)
5. 2002 — Неизведанные радости
6. 2004 — Мир
7. 2006 — Дун (документальный)
8. 2006 — Натюрморт
9. 2007 — Бесполезная (документальный)
10. 2007 — Наши десять лет (короткометражка)
11. 2008 — Истории о правах человека
12. 2008 — Город 24
13. 2008 — Любовь на реке (короткометражка)
14. 2009 — Десять лет (короткометражка)
15. 2010 — Легенды города над морем (документальный)
16. 2013 — Прикосновение греха
17. 2015 — И горы сдвигаются с места
18. 2018 — Пепел — самый чистый белый
19. 2024 — Поколение романтиков

### Сценарист
1. 1995 — Сяошань возвращается домой
2. 1998 — Вор-карманник (Сяо У)
3. 2000 — Платформа
4. 2001 — Общественные места (короткометражка)
5. 2002 — Неизведанные радости
6. 2004 — Мир
7. 2006 — Дун
8. 2006 — Натюрморт
9. 2007 — Наши десять лет(короткометражка)
10. 2008 — Город 24
11. 2008 — Любовь на реке (короткометражка)
12. 2009 — Десять лет (короткометражка)
13. 2010 — Легенды города над морем

### Продюсер
1. 1998 — Вор-карманник (Сяо У)
2. 2003 — Все вечеринки завтрашнего дня ассоциированный продюсер
3. 2006 — Натюрморт
4. 2006 — Уходим в отрыв
5. 2008 — Город 24
6. 2008 — Пластиковый город
7. 2011 — Господин дерево